# Maria Soledad Torres Acosta
Maria Soledad Torres Acosta (ur. 2 grudnia 1826 w Madrycie, zm. 11 października 1887) – święta Kościoła katolickiego.
Córka Francisco i Antoniny Acosta. Była jednym z pięciorga dzieci. W 1851 roku razem z sześcioma towarzyszkami rozpoczęła posługę w nowej wspólnocie, która poświęciła się opiece nad chorymi, przyjmując imię zakonne Maria Soledad. W roku 1855 wspólnota podzieliła się na dwie grupy. Jedna z grup (z Marią Soledad) stała się zalążkiem nowego Zgromadzenia Służebnic Maryi, które zajmowały się chorymi. Została pierwszą przełożoną nowego zgromadzenia. Zmarła 11 października 1887 roku na zapalenie płuc mając 60 lat w opinii świętości.
Została beatyfikowana przez papieża Piusa XII 5 lutego 1950 roku, a kanonizowana przez papieża Pawła VI 25 stycznia 1970 roku.